# Live at the Deaf Club
Live at the Deaf Club – dziewiąty album zespołu Dead Kennedys nagrany 3 marca 1979 w czasie koncertu zespołu w Club of the Deaf w San Francisco. Został wydany przez firmę Manifesto w marcu 2004.

## Lista utworów
1. "Introduction by DJ Johnny Walker"
2. "Kill the Poor"
3. "Back in Rhodesia"
4. "The Man with the Dogs"
5. "Gaslight"
6. "California Über Alles"
7. "I'll in the Head"
8. "Straight A's"
9. "Short Songs"
10. "Holiday in Cambodia"
11. "Police Truck"
12. "Forward to Death"
13. "Have I the Right?"
14. "Back in the USSR"
15. "Viva Las Vegas"

## Twórcy
- Jello Biafra – wokal
- East Bay Ray – gitara, producent
- 6025 – gitara
- Klaus Flouride – gitara basowa, wokale
- Ted – perkusja
- Jim Alcivar – inżynier
- John Cuniberti – miksowanie